# Asiarca
El asiarca fue el superintendente de los juegos, espectáculos y demás asambleas que se celebraban en Asia a sus expensas, como hacían los ediles y los pretores en Roma, los quinquenales en las colonias y los duunviros y decenviros en las otras ciudades del Imperio.
Los asiarcas reunían en su persona la magistratura y el sacerdocio. Se elegían bajo los emperadores romanos cada año de entre las familias más poderosas para poder atender a los grandes gastos que llevaba consigo el asiarcato. Por esta razón, observa Estrabon, los habitantes de Teaile fueron muy a menudo revestidos de esta dignidad porque eran considerados como los más ricos de Asia. He aquí el modo como le elegían. Todas las ciudades de Asia se reunían a comienzos del año asiático, es decir, cerca del equinoccio de otoño, nombrando cada una de ellas a uno de sus ciudadanos que era enviado a la asamblea general con el voto de la ciudad que representaba. Entonces, el Sinedrío escogía diez candidatos de entre todos los diputados de las ciudades y el procónsul romano nombraba al asiarca de uno de aquellos diez.
Los atributos del asiarca eran una corona de oro con una toga adornada de oro y púrpura. Existió también esta dignidad algún tiempo bajo los emperadores cristianos a pesar de estar abolidos los juegos sagrados y los templos comunes a toda Asia.
El de Siria se llamaba siriarca y así sucesivamente.